# 六道銭
六道銭（ろくどうせん、りくどうせん）は、死者と共に棺桶に入れる銭貨。現代では紙に印刷されたもので代用することも多いが、これを指して六道銭と呼ぶこともある
。

## 歴史
中国には古来、死者を埋葬する際に銭貨を棺に入れる文化があった。金属の持つ呪力で悪霊を祓うために始まった

という文献もあるが、仏教ではこれを六道銭と呼んだ。後に本物の銭貨ではなく紙銭（銭貨を模して紙で作ったもの）を使用するようになった。
日本国内における墓地への銭貨の埋納は、和同開珎の時代にすでに見られる。ただし数は5枚の整数倍で、結界または土地神（土公神）に対する土地購入の対価と考えられている。平安時代末期以降、とくに六道絵などによって六道思想が広まった中世以降、6枚の例が増える。六道銭の成立である。遅くとも14世紀には確認できる。中世の六道銭はまだ枚数が一定しておらず、近世に至り6枚が通例となった。
のちに六道の岐（街）で使用する路銀であるとか三途の川の渡し賃であるとかの意味付けがなされた。六道能化（地蔵菩薩の異称）に対する賽銭であるともいう。
江戸期の六道銭には寛永通宝のほか、絵銭の一種である「念仏銭」、「題目銭」が使用された実績がある。